# Ukrajna a Junior Eurovíziós Dalfesztiválokon
Ukrajna tizennyolc alkalommal vett részt a Junior Eurovíziós Dalfesztiválon.
Az ukrán műsorsugárzó a Szuszpilne, amely 1993 óta tagja az Európai Műsorsugárzók Uniójának, és 2006-ban csatlakozott a versenyhez.
Ukrajna egy alkalommal aratott győzelmet (2012).

## Története

### Évről évre

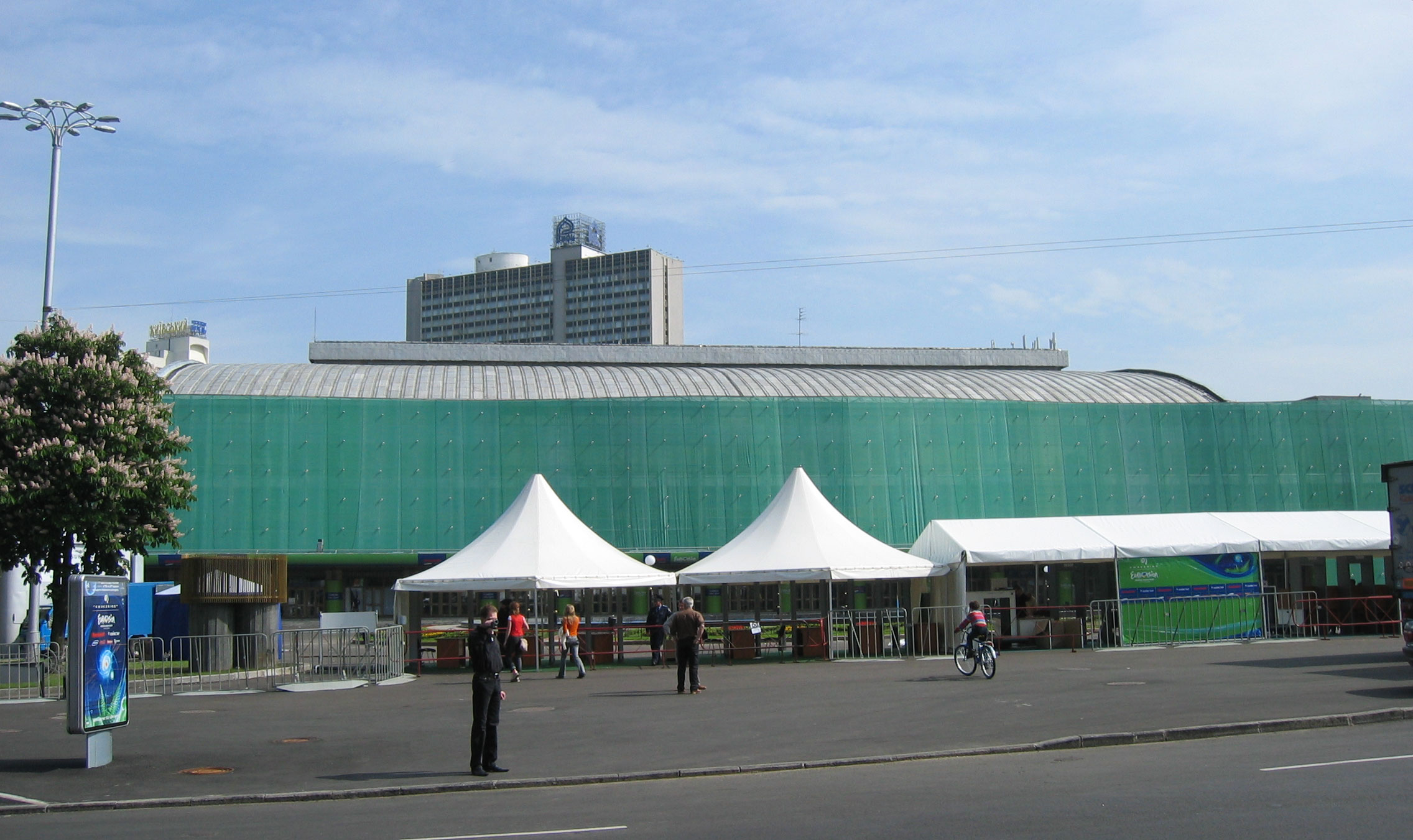
A 2009-es verseny helyszíne

Ukrajna a 2006-os Junior Eurovíziós Dalfesztiválon vett részt először. Első részvételükön kilencedikek lettek, majd a következő évben is. 2008-ban érték el addigi legjobb helyezésüket, ami a második hely volt. 2009-ben pályáztak a verseny megrendezésének jogáért. Az EBU végül Ukrajnának adta a jogot, így a Kijevi Sportpalota adott otthont a gyerek versenynek. Érdekesség, hogy ugyanebben a helyszínben rendezték meg a 2005-ös Eurovíziós Dalfesztivált is.
Eddigi legrosszabb eredményüket 2010-ben szerezték meg, ami az utolsó helyet jelenti. 2011-ben tizenegyedikként zárták a versenyt. A következő évben Anasztaszija Petrik Nebo című dalának sikerült túlszárnyalni a 2008-as második helyezésüket. A versenyt 138 ponttal sikerült megnyernie az énekesnőnek, ezzel megszerezte Ukrajna első és eddigi egyetlen győzelmét a gyermek dalversenyen. A következő évben ismét Kijevben rendezték a dalversenyt. Érdekesség, hogy Ukrajna az egyedüli olyan ország amelyik ugyanannyi alkalommal rendezte mind a felnőtt és gyerek versenyt, emellett mindegyik eurovíziós eseményt, amelynek Ukrajna volt a házigazdája, az ország fővárosában tartottak. A hazai pályán Szofija Taraszova csupán 9 ponttal kevesebbet kapott, mint a győztes Málta, így Ukrajna ismét dobogós helyezést ért el. 2014-ben ismét a legjobb tíz között zártak, szám szerint hatodik helyen. 2015-ben pedig tizenegyedikként, 2016-ban pedig tizennegyedikként végeztek. 2017-ben hetedik helyezettek lettek. 2018-ban debütálásuk óta első alkalommal nem vettek volna részt az állami műsorsugárzó pénzügyi problémái miatt, később a szervezők bejelentették, az ország mégis versenyben marad. Ebben az évben újra a legjobbak között végeztek, negyedikek lettek. A következő évben viszont nem sikerült újabb jó eredményt elérni, tizenötödikek lettek.
2020-ban ismét a legjobb tízben végeztek, pontosan hatodik helyen zárták a versenyt, ahogy a következő évben is. 2022-ben kilencedikek, 2023-ban ötödikek, 2024-ben pedig harmadikak lettek.

### Nyelvhasználat
Ukrajna eddigi tizenkilenc versenydala közül hat ukrán nyelvű, tizenhárom pedig ukrán és angol kevert nyelvű volt.

### Nemzeti döntő
Ukrajna nemzeti döntőjének nincsen külön elnevezése, de az ország debütálása óta minden alkalommal nemzeti döntő segítségével választották ki indulójukat. 
A legelső nemzeti döntőt 2006-ban rendezték, amikor tizenkét dal közül választották ki az ország dalát. A következő évben a létszám tizenkettőre, majd 2009-ben tizenötre emelkedett, míg 2010-ben eggyel kevesebb, mindössze tizennégy induló versenyzett Ukrajna képviseléséért. 2011-ben húsz, a következő években pedig huszonegy induló közül választottak. Érdekesség, hogy 2013-ban négyes holtverseny lett az első helyen. 2014-ben tizennyolcan, 2015-ben tizennégyen, 2016-ban tizenketten, 2017-ben tizen vettek részt a műsorban. 2018 és 2020 között nem rendeztek televízióban közvetített döntőt, helyette egy erre a célra létrehozott online felületen lehet szavazni az indulókra. 2021-től visszatért a televízióban sugárzott döntő.

## Résztvevők
| Év   | Előadó              | Dal                     | Magyar fordítás              | Helyezés | Pontszám |
| ---- | ------------------- | ----------------------- | ---------------------------- | -------- | -------- |
| 2006 | Nazar Slyusarchuk   | Khlopchyk Rock 'n' Roll | Rock ’n’ Roll fiú            | 9.       | 58       |
| 2007 | Ilona Halytska      | Urok hlamuru            | A csillogás leckéje          | 9.       | 56       |
| 2008 | Viktoria Petryk     | Matrosy                 | Matrózok                     | 2.       | 135      |
| 2009 | Andranik Alexanyan  | Try topoli, try surmy   | Három nyárfa, három trombita | 5.       | 89       |
| 2010 | Yuliya Gurska       | Miy litak               | A repülőm                    | 14.      | 28       |
| 2011 | Kristall            | Evropa                  | Európa                       | 11.      | 42       |
| 2012 | Anastasiya Petrik   | Nebo                    | Égbolt                       | 1.       | 138      |
| 2013 | Sofia Tarasova      | We Are One              | Egyek vagyunk                | 2.       | 121      |
| 2014 | Sympho-Nick         | Spring Will Come        | Eljön a tavasz               | 6.       | 74       |
| 2015 | Anna Trincher       | Pochny z sebe           | Magaddal kezdd!              | 11.      | 38       |
| 2016 | Sofia Rol           | Planet Craves for Love  | A bolygó szeretetre vágyik   | 14.      | 30       |
| 2017 | Anastasiya Baginska | Don’t Stop              | Ne állj meg                  | 7.       | 147      |
| 2018 | Darina Krasnovetska | Say Love                | Mondd, hogy szeretet         | 4.       | 182      |
| 2019 | Sophia Ivanko       | The Spirit of Music     | A zene lelke                 | 15.      | 59       |
| 2020 | Oleksandr Balabanov | Vidkryvai (Open Up)     | Nyitott (Nyílj meg)          | 6.       | 106      |
| 2021 | Ellen Usenko        | Vazhil (Leverage)       | Befolyás                     | 6.       | 125      |
| 2022 | Zlata Dziunka       | Nezlamna (Unbreakable)  | Törhetetlen                  | 9.       | 111      |
| 2023 | Anastasia Dymyd     | Kvitka                  | Virág                        | 5.       | 128      |
| 2024 | Artem Kotenko       | Hear Me Now             | Hallgass meg most            | 3.       | 203      |
| 2025 | 2025 október        | 2025 október            |                              |          |          |

## Szavazástörténet

### 2006–2023
| Hely | Ország           | Pont |
| ---- | ---------------- | ---- |
| 1.   | Grúzia           | 133  |
| 2.   | Örményország     | 133  |
| 3.   | Fehéroroszország | 89   |
| 4.   | Oroszország      | 88   |
| 5.   | Málta            | 76   |
| 6.   | Hollandia        | 48   |
| 7.   | Lengyelország    | 44   |
| 8.   | Ausztrália       | 39   |
| 9.   | Spanyolország    | 39   |
| 10.  | Észak-Macedónia  | 39   |

| Hely | Ország           | Pont |
| ---- | ---------------- | ---- |
| 1.   | Grúzia           | 117  |
| 2.   | Fehéroroszország | 92   |
| 3.   | Oroszország      | 82   |
| 4.   | Örményország     | 75   |
| 5.   | Lengyelország    | 64   |
| 6.   | Málta            | 61   |
| 7.   | Észak-Macedónia  | 58   |
| 8.   | Hollandia        | 58   |
| 9.   | Szerbia          | 42   |
| 10.  | Spanyolország    | 37   |

Ukrajna még sosem adott pontot a döntőben a következő országoknak: Görögország, Montenegró és Wales
Ukrajna még sosem kapott pontot a döntőben a következő országtól: Lettország

## Rendezések

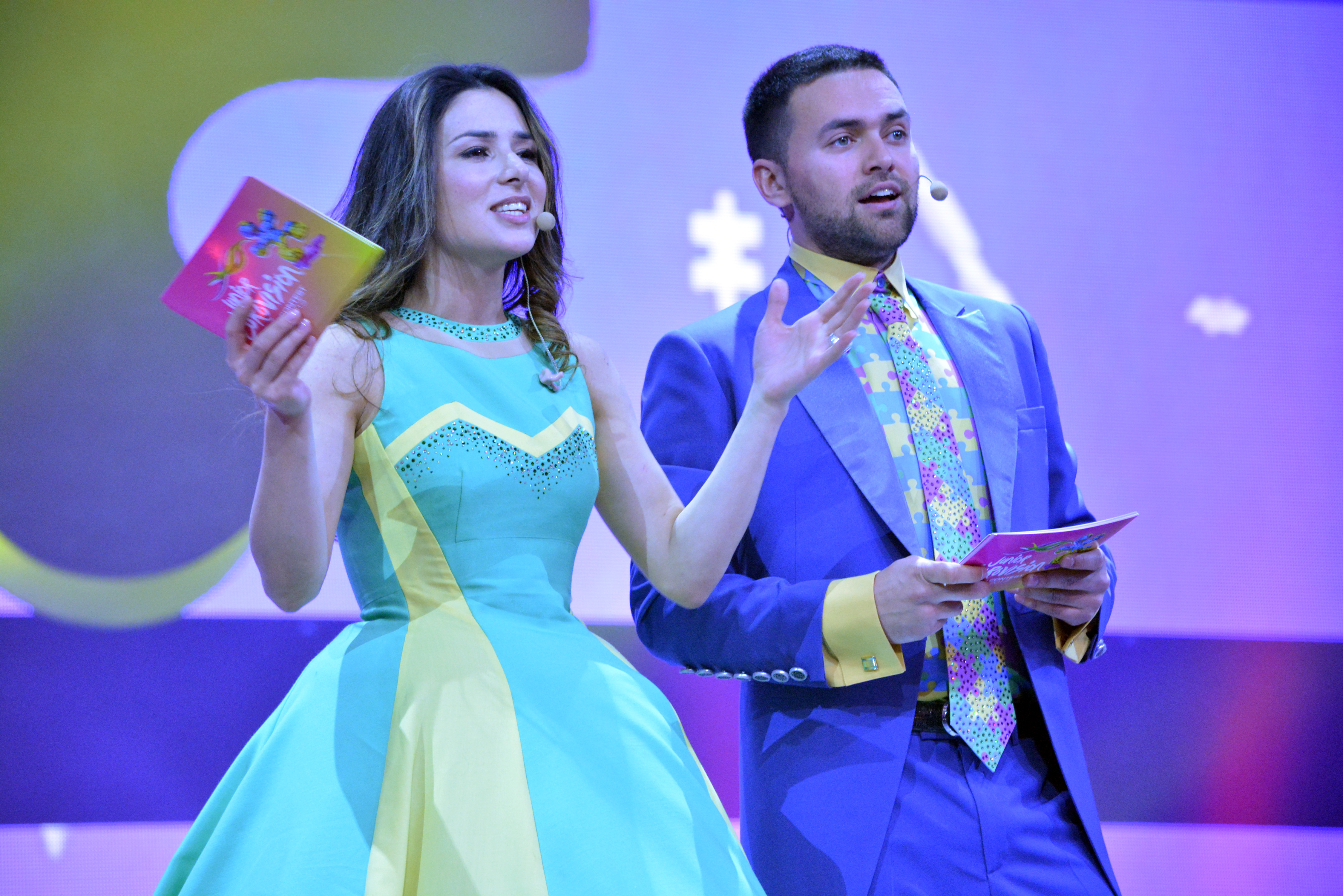
A 2013-as verseny műsorvezetői.

| Év   | Város          | Helyszín           | Műsorvezetők                                                    | Résztvevők |
| ---- | -------------- | ------------------ | --------------------------------------------------------------- | ---------- |
| 2009 | Ukrajna, Kijev | Kijevi Sportpalota | Ani Lorak, Timur Miroshnychenko, Dmytro Borodin (Green Roomban) | 13         |
| 2013 | Ukrajna, Kijev | Palace Ukraine     | Timur Miroshnychenko, Zlata Ognevich                            | 12         |

## Háttér
| Év   | Rendező    | Kommentátor          | Pontbejelentő          |
| ---- | ---------- | -------------------- | ---------------------- |
| 2005 | Hasselt    | Timur Miroshnychenko | Nem vettek részt       |
| 2006 | Bukarest   | Timur Miroshnychenko | Assol                  |
| 2007 | Rotterdam  | Timur Miroshnychenko | Assol                  |
| 2008 | Limassol   | Timur Miroshnychenko | Marietta               |
| 2009 | Kijev      | Mariya Orlova        | Marietta               |
| 2010 | Minszk     | Timur Miroshnychenko | Elizabeth Arfush       |
| 2011 | Jereván    | Timur Miroshnychenko | Amanda Koenig          |
| 2012 | Amszterdam | Timur Miroshnychenko | Kristall               |
| 2013 | Kijev      | Tetiana Terekhova    | Elizabeth Arfush       |
| 2014 | Marsa      | Timur Miroshnychenko | Szofija Taraszova      |
| 2015 | Szófia     | Timur Miroshnychenko | Sofia Kutsenko         |
| 2016 | Valletta   | Timur Miroshnychenko | Anna Trincser          |
| 2017 | Tbiliszi   | Timur Miroshnychenko | Szofija Rol            |
| 2018 | Minszk     | Timur Miroshnychenko | Anasztaszija Bahinszka |
| 2019 | Gliwice    | Timur Miroshnychenko | Darina Krasnovetska    |
| 2020 | Varsó      | Timur Miroshnychenko | Sophia Ivanko          |
| 2021 | Párizs     | Victor Diachenko     | Oleksandr Balabanov    |
| 2022 | Jereván    | Timur Miroshnychenko | Mykola Oliinyk         |
| 2023 | Nizza      | Timur Miroshnychenko | Zlata Dziunka          |
| 2024 | Madrid     | Timur Miroshnychenko | Anastasia Dymyd        |
| 2025 | Tbiliszi   |                      |                        |

## Galéria

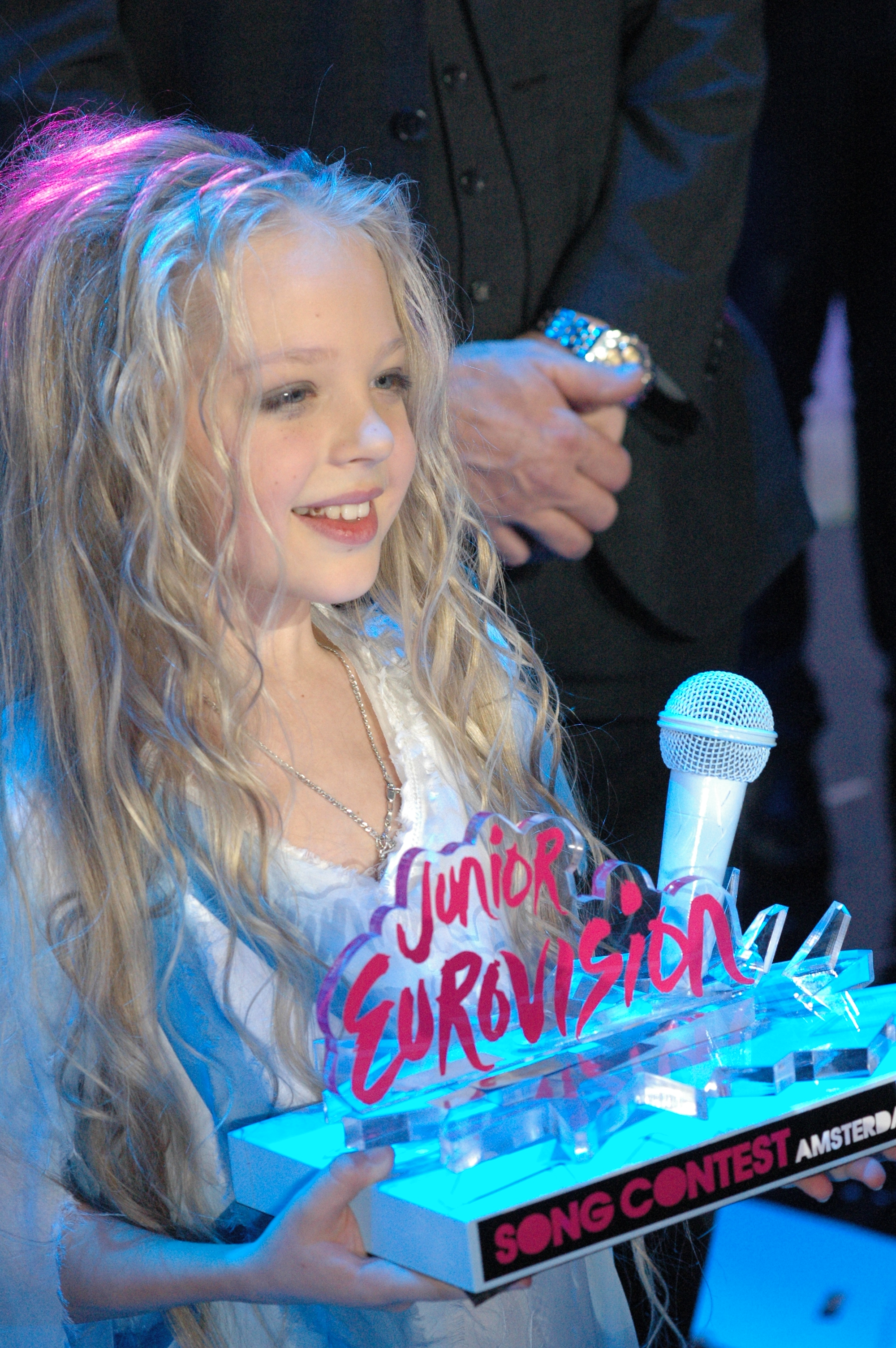
Anasztaszija Petrik Amszterdamban (2012)
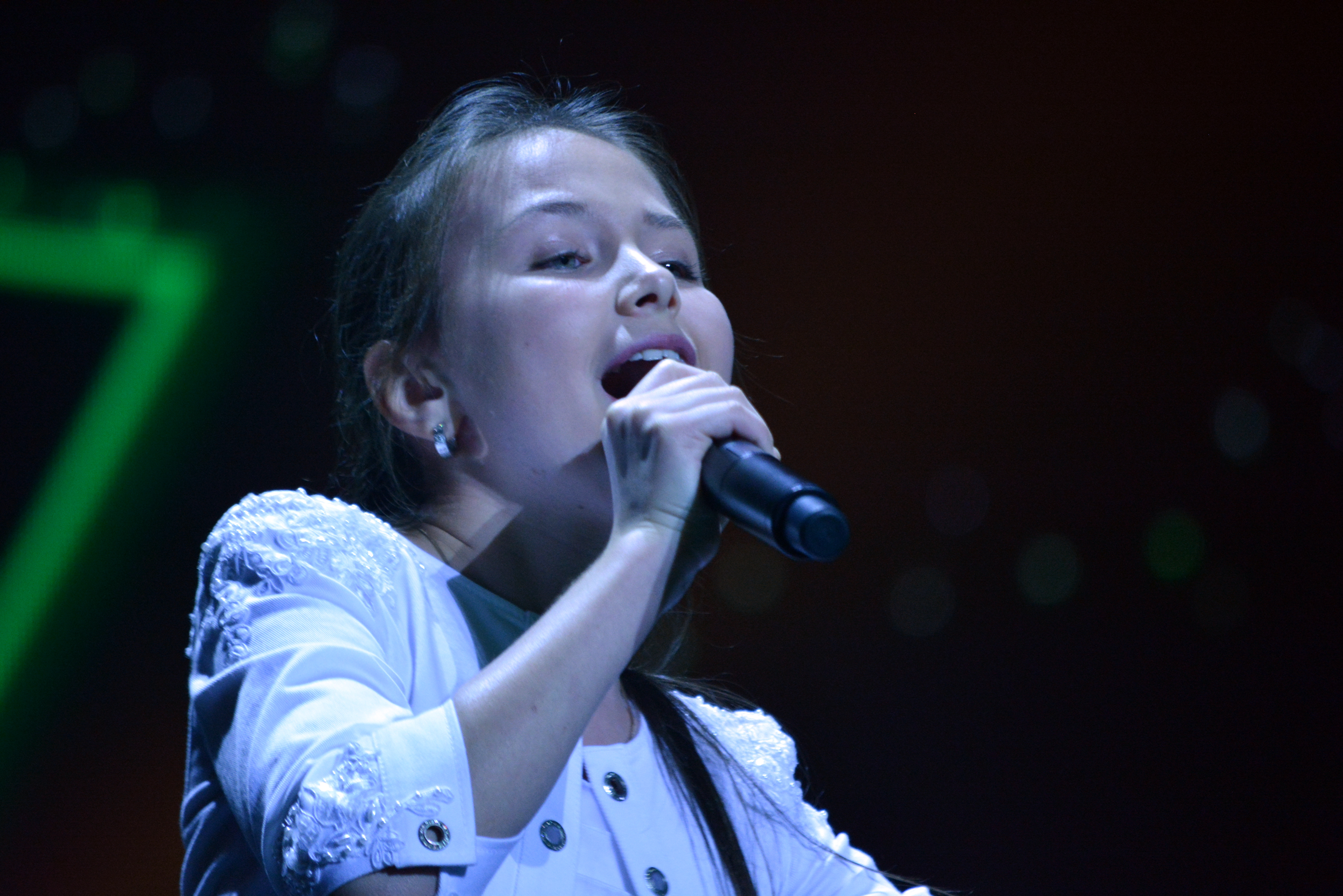
Szofija Taraszova Kijevben (2013)
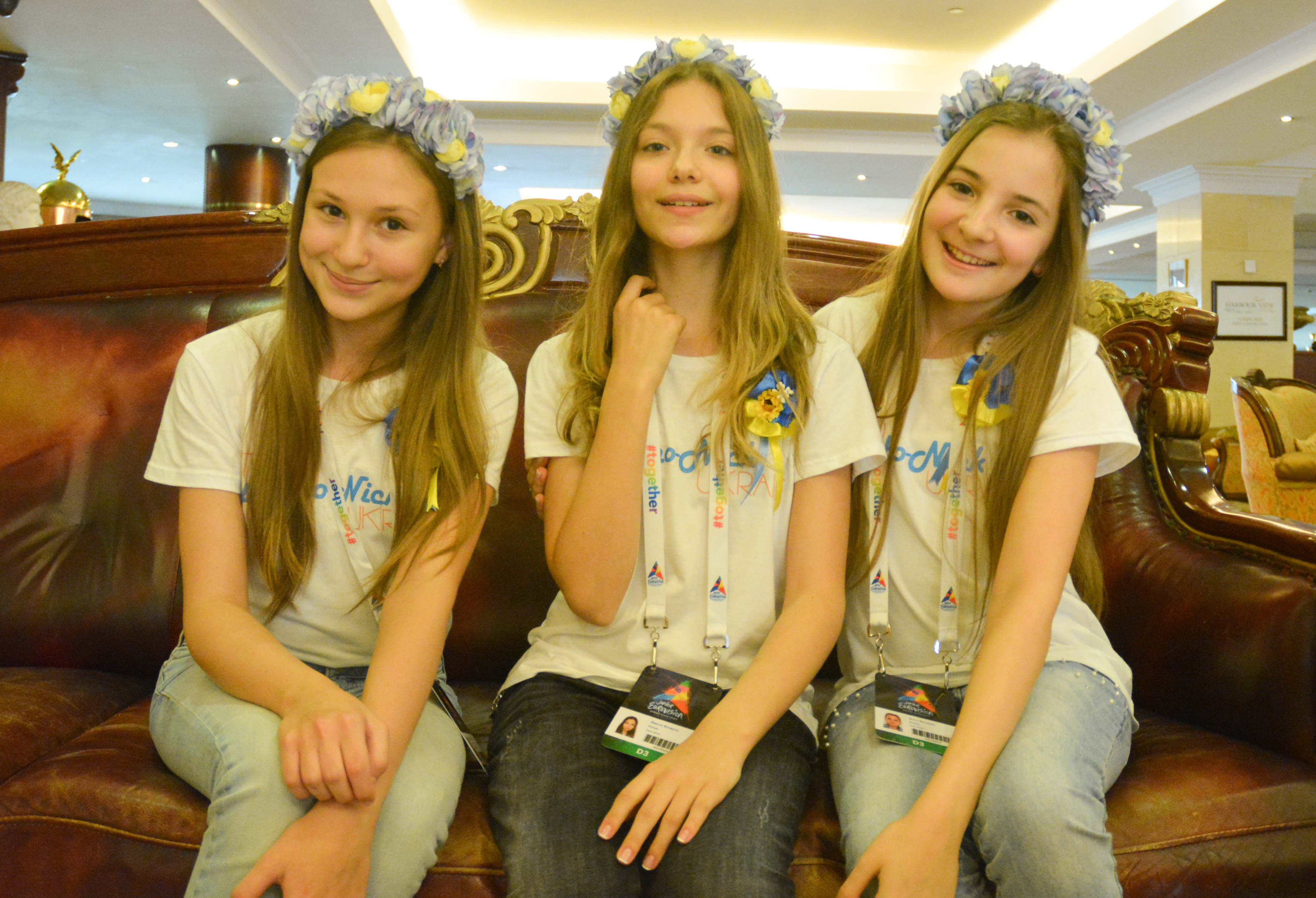
A Sympho-Nick Vallettán (2014)
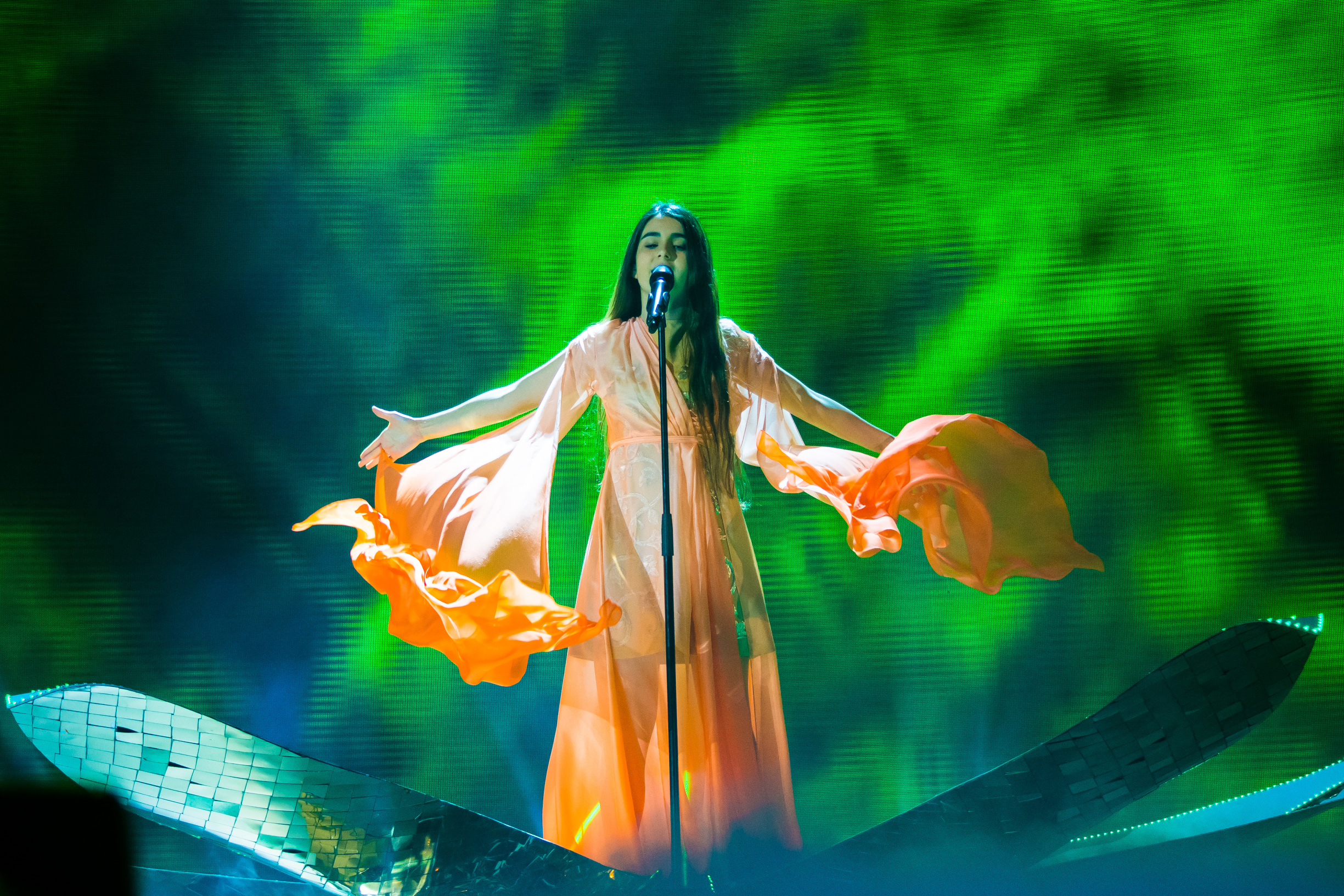
Anna Trincser Szófiában (2015)
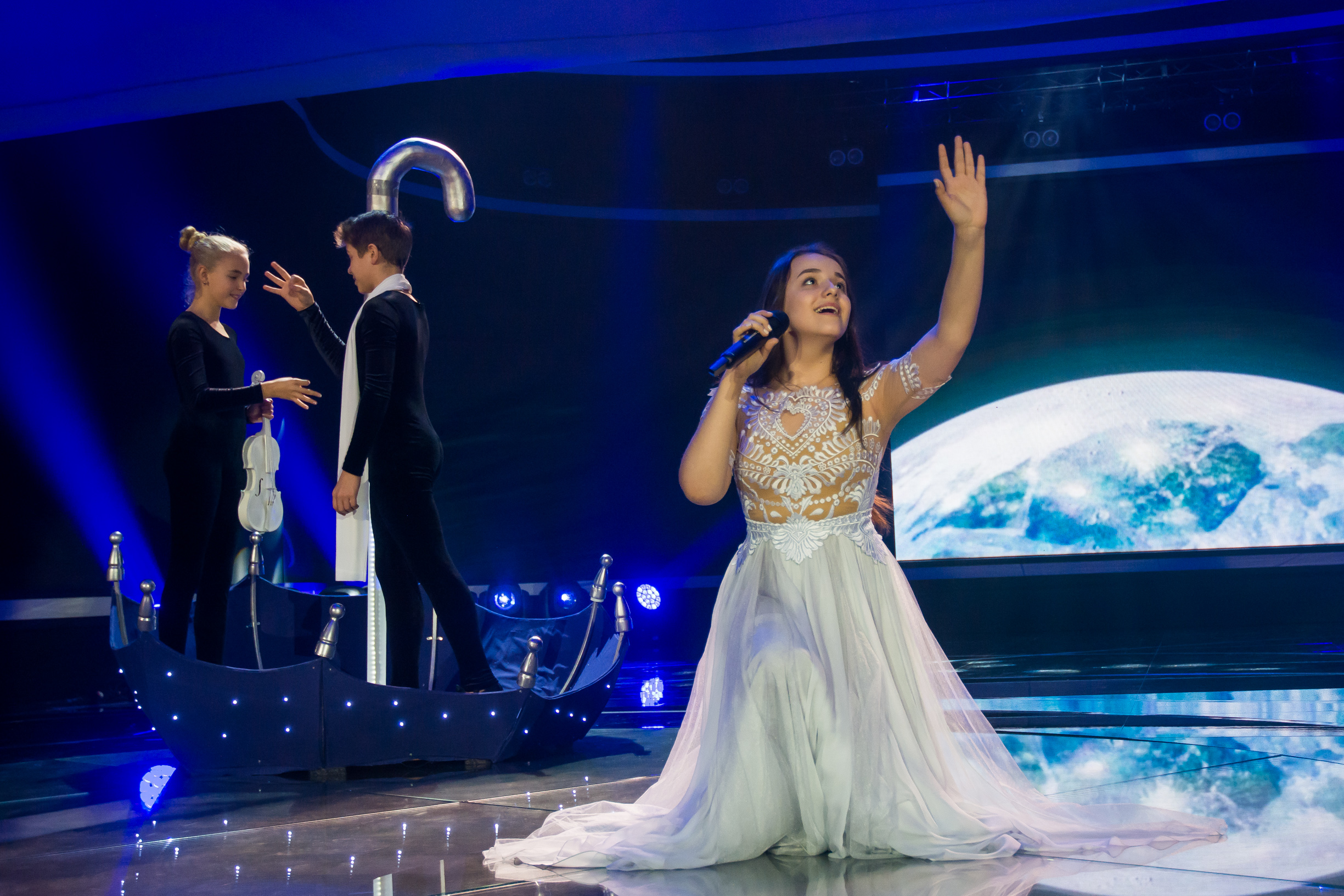
Szofija Rol Vallettán (2016)
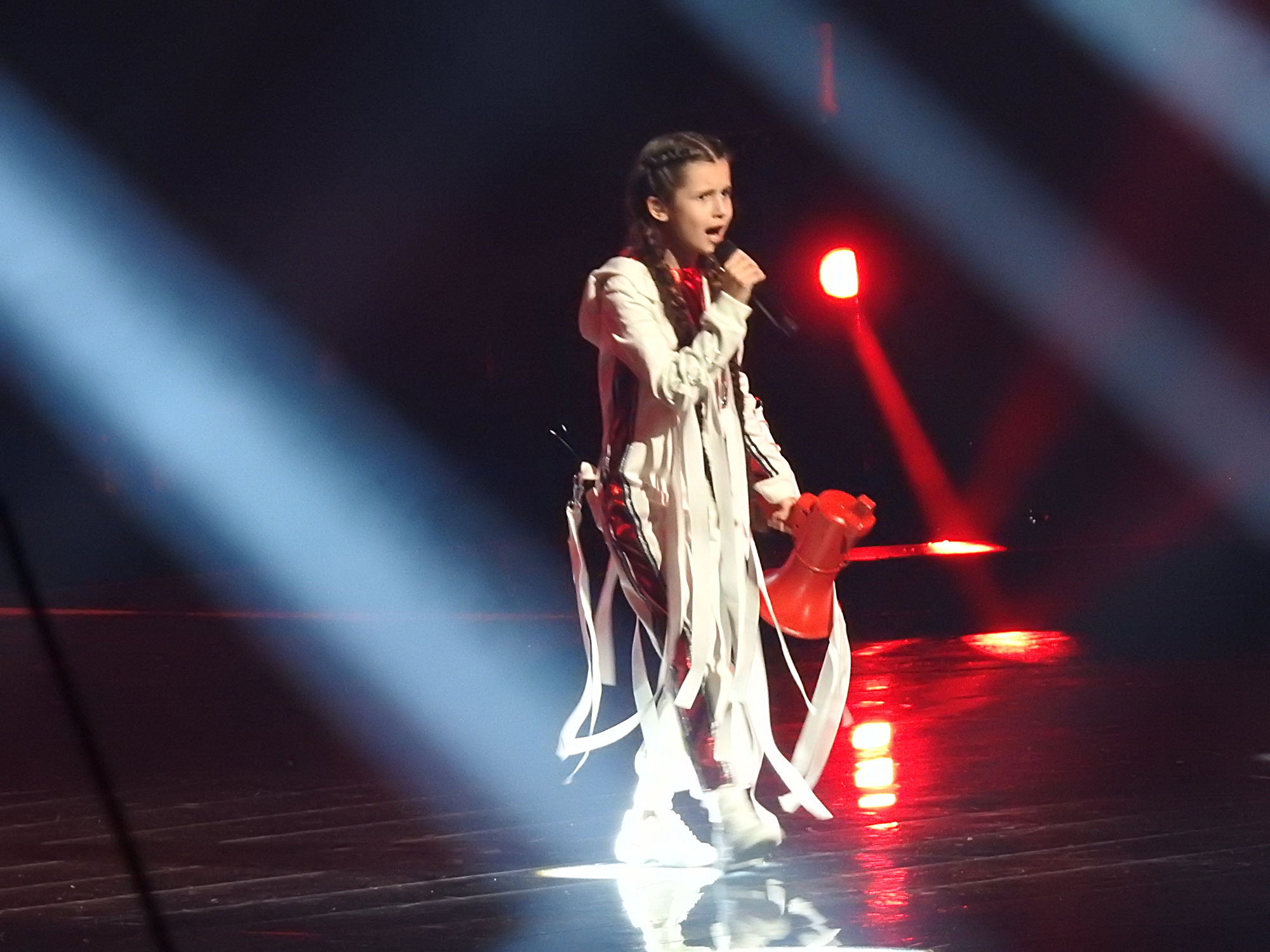
Darina Krasnovetska Minszkben (2018)
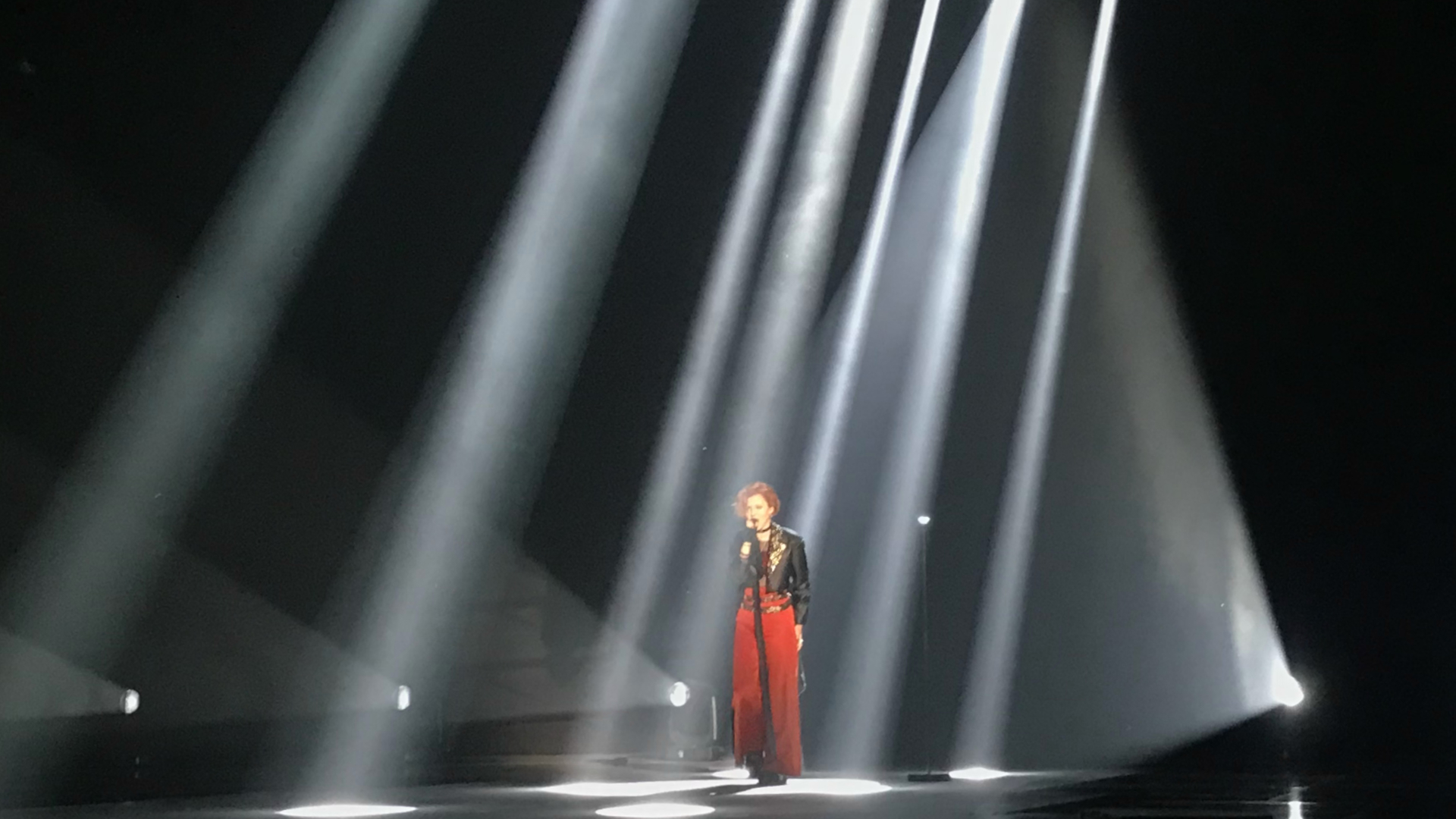
Olena Usenko Párizsban (2021)
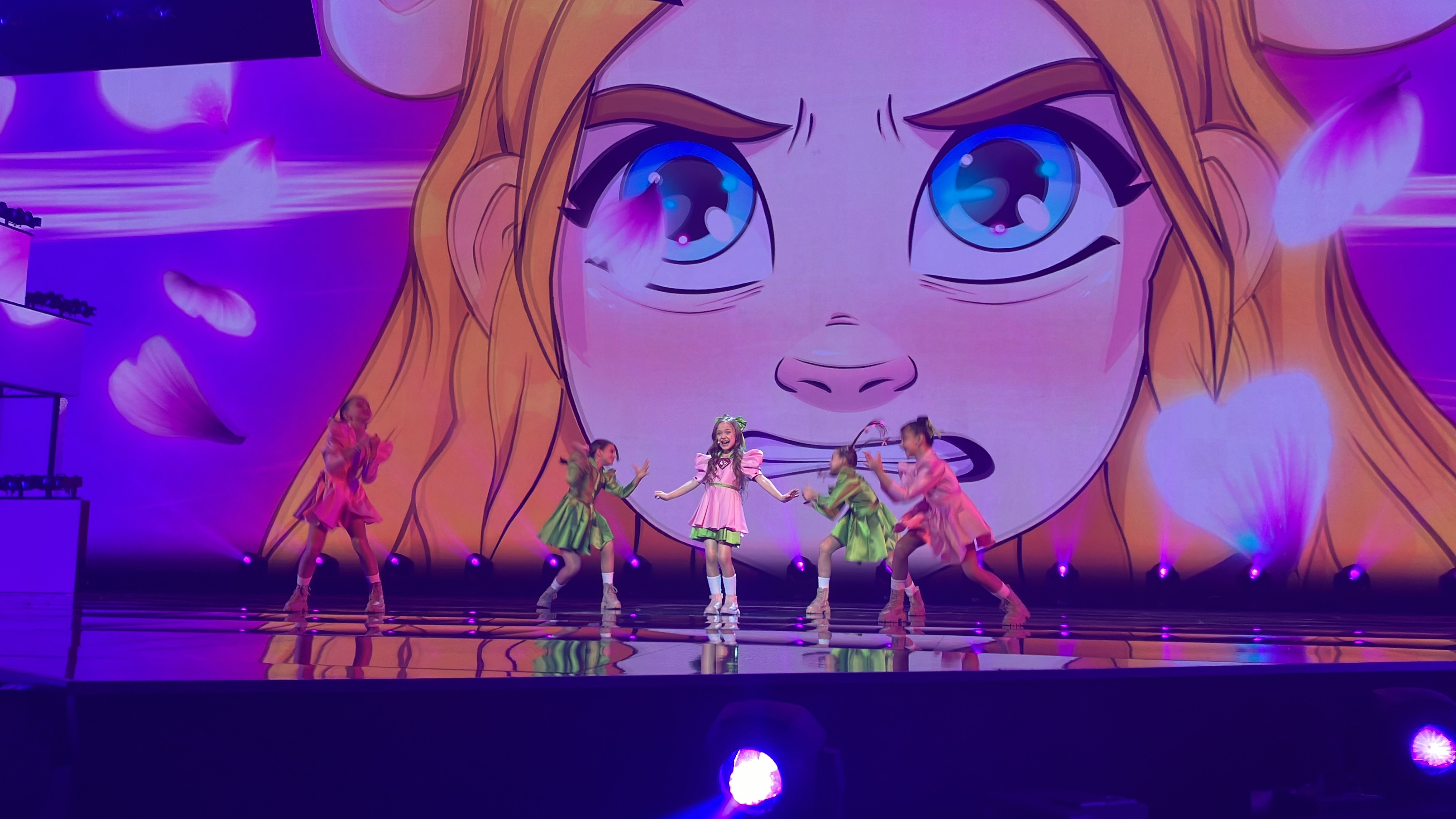
Anastasia Dymyd Nizzában (2023)

## Lásd még
- Ukrajna az Eurovíziós Dalfesztiválokon